# Clerodendrum abilioi
Clerodendrum abilioi là một loài thực vật có hoa trong họ Hoa môi. Loài này được R.Fern. mô tả khoa học đầu tiên năm 1998.